# Spilophorini
Spilophorini (лат.) — триба жуков подсемейства щитоносок (Cassidinae) из семейства листоедов.

## Распространение
Встречается в Центральной и Южной Америке.

## Описание
Мелкие и среднего размера жуки-щитоноски вытянутой и выпуклой формы. Усики из 11 члеников. Вторые и третьи членики нижнечелюстных и нижнегубных щупиков увеличенные, они длиннее и шире остальных. Лабрум килевидный. Среди кормовых растений представители семейств Arecaceae, Dioscoraceae, Poaceae.

## Классификация
3 рода и около 30 видов. Триба принадлежит к «хиспиновой» линии щитоносок (Hispinae).
- Calyptocephala Chevrolat in Dejean, 1836
- Oediopalpa Balý, 1858
- Spilophora Boheman, 1850